# Cas Mercuri
El cas Mercuri és un cas de corrupció política succeït a Catalunya.

## Investigacions
El 27 de novembre de 2012, el jutjat d'instrucció número 1 de Sabadell va imputar Manuel Bustos Garrido i 12 empresaris i exregidors - entre ells un del PP - per un presumpte cas de corrupció urbanística.
La seva imputació en l'anomenat "Cas Mercuri" va fer que abandonés temporalment el consistori el 5 de desembre del 2012, on es va reincorporar al cap de dos mesos. Finalment, però, va renunciar com a Alcalde de Sabadell el 14 de febrer, encara que continuà de regidor. Cedí el seu càrrec al seu segon, Joan Carles Sánchez Salinas.
Després d'un escàndol per sobresous de la Diputació de Barcelona i a la Federació de Municipis de Catalunya, el 7 de juliol de 2014 Bustos va anunciar la seva renúncia a tots els càrrecs polítics, argumentant que des del 2013 havia estat víctima d'una conspiració política i ja no aguantava més. Quan abandonà la política deixà els càrrecs de regidor de l'Ajuntament de Sabadell, adjunt a la vicepresidència cinquena de la Diputació de Barcelona, i vocal a les comissions d'Hisenda, Recursos Interns i Noves Tecnologies i la comissió Especial de Comptes de la Diputació.
El 3 de setembre de 2014 declarà als jutjats de Sabadell sobre el cas dels sobresous a la FMC, juntament amb els altres nou alcaldes imputats. Els alcaldes van declarar que Bustos i el secretari eren els cervells del projecte i que desconeixien que el concepte administratiu del seu sobresou fos de dietes.
El gener de 2015, la Fiscalia Anticorrupció de Catalunya imputà Bustos per un presumpte delicte de malversació de fons, acusant-lo d'haver utilitzat fons de la partida de formació per comprar una setantena de rellotges Rolex.
L'1 de febrer de 2019, la jutgessa d'instrucció Beatriz Faura decidí obrir una nova peça del sumari, la número 36, després que la Fiscalia Especial de Delictes Urbanístics tramités la petició davant d'un possible delicte de falsificació documental, present a la documentació de la peça 6, motiu que fou valorada com a positiva per la Plataforma Sabadell Lliure de Corrupció. En aquest nou judici s'investigaran els presumptes delictes d'abocament il·legal de runa i terra a la finca de Can Xupa de Sabadell, limítrofa amb la finca de Ca n'Alzina, així com se citarà a declarar com a presumptes autors a l'exregidor de Sostenibilitat i Gestió del Medi Ambient, del PSC, Ricard Estrada; a l'exregidor del PP, Jordi Soriano; i als empresaris José Manuel González, Santiago José Moreno, Jordi Rojas i Rafael Rojas.

## Condemnes
El 30 de març de 2015 el Tribunal Superior de Justícia de Catalunya va condemnar Bustos, juntament amb el seu germà, Francisco, a un any i quatre mesos de presó, a multa de 60.000 euros, i a inhabilitació durant set anys per exercir un càrrec públic per prevaricació l'ex alcaldessa de Montcada i Reixac, Maria Elena Pérez. La sentència declarà provat que van col·locar a dit un exalt càrrec afí al PSC, Carmina Llumà, a l'Ajuntament de Montcada, l'any 2010.